# Solonei da Silva
Solonei Rocha da Silva (né le 18 avril 1982 à Penápolis) est un athlète brésilien, spécialiste du marathon.
Son meilleur résultat sur marathon est de 2 h 11 min 32 s, réalisé à Padoue le 17 avril 2011. Il remporte la médaille d'or lors des Jeux panaméricains de 2011.